# The Safety of Objects
The Safety of Objects é um filme independente baseado na coleção de contos da escritora A. M. Homes. Dirigido por Rose Troche, o filme foi lançado em 2001.